# Vierge à l'arbre de Jessé de Trédrez-Locquémeau
La Vierge à l'arbre de Jessé de l'église Notre-Dame à Trédrez-Locquémeau, une commune du département des Côtes-d'Armor dans la région Bretagne en France, est une sculpture créée au premier quart du XVIe siècle. La Vierge à l'Enfant en bois de chêne polychrome et dorée est classée monument historique au titre d'objet le 1er mai 1911. 
La Vierge est debout sur le croissant de lune de l'Apocalypse. Sous la conque lunaire, d'ou part l'arbre généalogique, est endormi le roi Jessé. Entourée des douze rois d'Israël, dont David avec sa harpe, la Vierge piétine la démone. Elle est couronnée par trois anges.     